# Scamp
Scamp – elektryczny mikrosamochód produkowany przez brytyjskie przedsiębiorstwo Scottish Aviation w latach 1964 – 1966.

## Historia i opis modelu

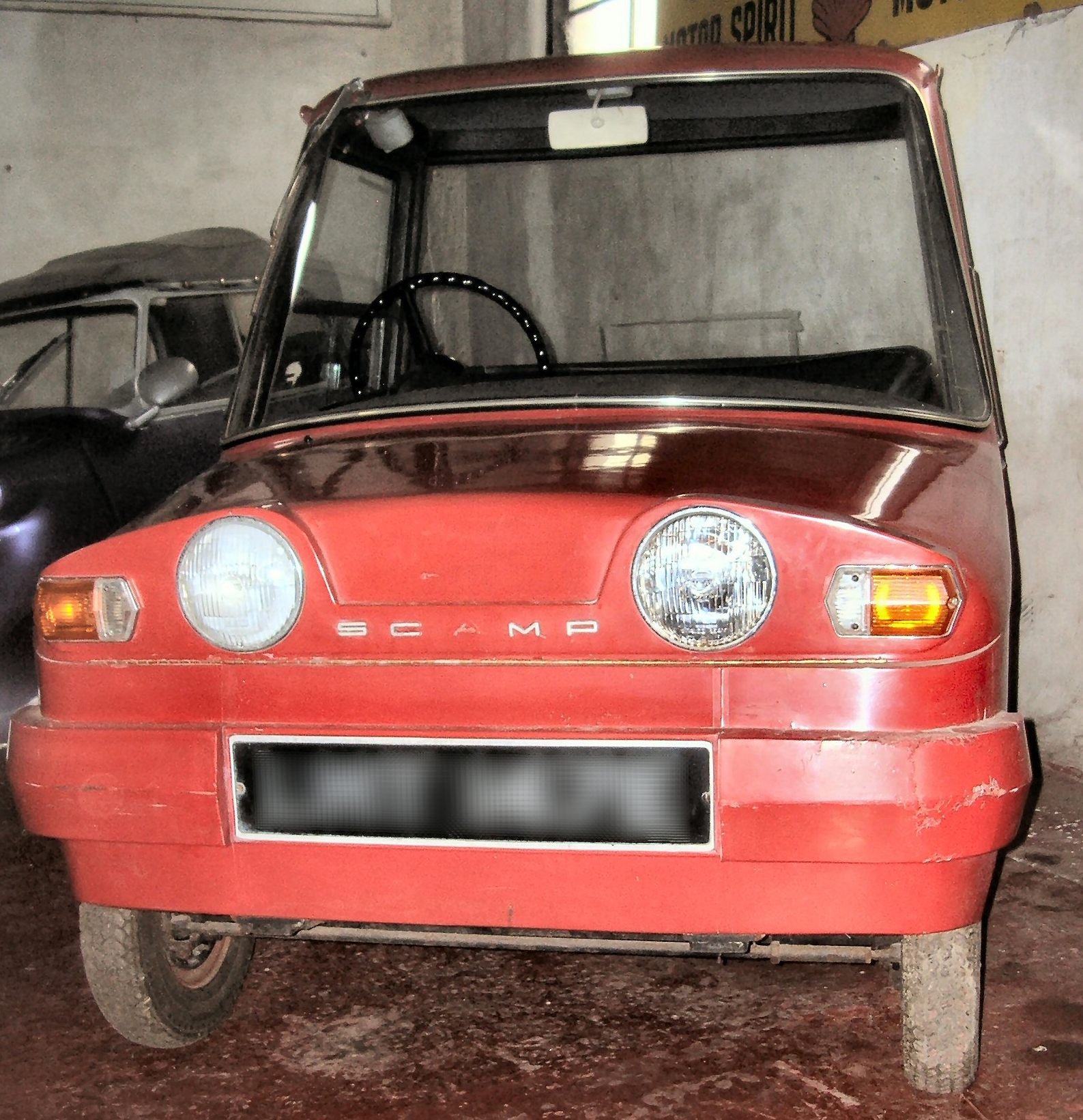
Scamp w muzeum

W pierwszej połowie lat 60. XX wieku szkockie przedsiębiorstwo branży lotniczej Scottish Aviation zdecydowało się wykroczyć poza swoje dotychczasowe ramy działania, rozpoczynając prace nad szkockim samochodem elektrycznym. W rezultacie w 1965 roku przedstawiony został rezultat prac, mikrosamochód o nazwie Scamp, którego nazwa zaczerpnięta została od wyrazów Scottish Aviation i AMP (ang. prąd elektryczny).
Projektantem nadwozia był jeden z pomysłodawców oraz koordynujących rozwój samochodu W.G. Watson. Scamp wyróżniał się mikroskopijnymi rozmiarami nadwozia, z wąsko rozstawionymi okrągłymi reflektorami i dużą powierzchnią przeszkloną. Format pojazdu był podyktowany jak najlepszymi właściwościami podczas manewrowania w mieście. Do skonstruowania elektrycznego mikrosamochodu wykorzystane zostało zarówno aluminium, jak i komponenty z tworzywa sztucznego i drewna.

### Sprzedaż
Pierwotnie zespół Scottish Aviation planował rozpoczęcie seryjnej produkcji Scampa w 1967 roku, jednak plany te skomplikowała niedopracowana technologia, na czele z awaryjnym układem elektrycznym, a także zawieszeniem i układem kierowniczym. W efekcie, Scamp powstał jedynie w 12 przedprodukcyjnych egzemplarzach, a samochód pozostał nieudaną próbą budowy szkockiego przemysłu motoryzacyjnego.

### Dane techniczne
Scamp był samochodem elektrycznym przystosowanym do jazdy w warunkach miejskich, którego napędzały dwa silniki elektryczne. W efekcie jego prędkość maksymalna nie przekraczała 58 km/h, z kolei zestaw akumulatorów przy pełnym stanie naładowania umożliwiał przejechanie na jednym ładowaniu maksymalnie ok. 28 kilometrów.